# Žerjav, Črna na Koroškem
Žerjav este o localitate din comuna Črna na Koroškem, Slovenia, cu o populație de 479 de locuitori.